# 興因寺

興因寺（こういんじ）は、山梨県甲府市下積翠寺町に所在する曹洞宗の寺院である。山号は増福山。天正20年（1592年）の文書には「高薗寺」と記されている例もある。

## 歴史

### 創建(開基)
康和2年（1100年）、甲斐源氏の始祖源義光の嫡男である源義業（みなもとのよしなり）によって天台宗の寺院として創建された。

### 中興
寺の看板資料には、文明2年（1470年）。に武田信虎が拈笑宗英和尚を招いて中興したとされるが、信虎の生誕年とは年代が合わない。このため、実際の中興は武田氏一族によるものと見られる。

### 二度の火災と再建
最初の火災は寛政6年（1794年）に七堂伽藍がすべて焼失した。再建の具体的な時期は不明だが、『甲斐国誌』文化11年（1814年）に末寺208寺の記載があることから、比較的早い段階で再建されたと考えられる。
二度目の火災は明治4年で、明治8年に本堂を再建した文書が寺に残る。

## 境内

### 火災前の伽藍[1]（天正20年《1592年》）
- 本堂 - 行間11間　張間9間2尺
- 開山堂 - 行間4間半　張間5間
- 衆寮 - 行間10間半　張間5間
- 江湖寮 - 行間7間　張間4間
- 八ノ宮様御社 - 行間3間　張間2間半(良純親王 宿坊)
- 玄関 - 行間4間　張間3間
- 庫裡 - 行間17間　張間7間半
- 土蔵 - 行間7間　張間2間
- 土蔵 - 行間3間　張間2間

### 現状(令和7年《2025年》)
- 本堂 - 行間8間3尺　張間9間半
- 開山堂(位牌堂) - 行間3間　張間3間3尺
- 江湖寮
- 土蔵 - 行間3間　張間2間1尺
- 土蔵 - 行間2間1尺　張間3間1尺

境内には石橋や雁木供養塔、経典供養塔などの石造物のほか、紅梅、桜、ハナミズキ、紫陽花など四季折々の植物が植えられ、訪れる人々の目を楽しませる。特に紫陽花の美しさで知られ、地元では「甲府の紫陽花寺」とも称される。

## 良純親王(八ノ宮様)御配流と逸話
後陽成天皇の第八皇子・良純親王は、元和元年（1615年）に徳川家康の猶子となり、寛永20年（1643年）に甲府市湯村に配流された。その後、興因寺に宿坊を構えて17年間滞在。万治2年（1659年）に勅許を得て帰京した。
一部資料では「幽閉」と記述されるが、興因寺が慶応4年に作成した文書には、良純親王が「狐王大明神の像 」を彫刻したり、「門前下馬」の墨跡を残したと記され、また近隣の神宮寺氏にも文書を与えていたことから、比較的自由な滞在であったと考えられる。
また、『甲斐名勝誌』には、都を恋しく思った親王が「なけばきく きけば都の 恋しきに 此里過よ 山ほととぎす」と詠んだため、以後この地でホトトギスが鳴かなくなったという逸話が残されている。

## 柳澤権太夫保格夫妻の墓所
柳沢吉保の城代家老の柳澤権太夫保格夫妻の墓所が本堂左の石段を登った所に祀られている。

## 本末関係
興因寺の本寺は最勝院（静岡県伊豆市）であり、大本山は總持寺（神奈川県横浜市）及び永平寺 (福井県吉田郡永平寺)とする。
- 總持寺→ 永澤寺→最乗寺(南足柄市)→最勝院 (伊豆市)→ 興因寺(316)[2]

興因寺の末寺は、興因寺に残る資料 では300余の末寺が確認できる。その一部 を以下に示す。
- 興因寺
  - 定津院(36)信州
  - 清光寺(47)甲州
  - 正覚寺(37)甲州(正覚寺 (北杜市須玉町若神子))
  - 定光寺(3)甲州
  - 常光寺(1)上州
  - 鳳林寺(11)武州(鳳林寺 (埼玉県小鹿野町))
  - 深向院(41)甲州
  - 恵運院(70)甲州
  - 大公寺(18)甲州
  - 法久寺(17)甲州
  - 妙林寺(1)甲州
  - 高龍寺(5)甲州
  - 極楽寺(3)甲州
  - 金剛寺(4)甲州
  - 福壽院(1)甲州
  - 洞雲寺(8)甲州
  - 東地院(2)甲州
  - 正福寺(2)甲州
  - 興國寺(1)甲州
  - 東光寺(2)甲州
  - 耕雲寺(1)甲州
  - 大龍寺(1)武州
  - 向陽院 (1)甲州
  - 延僉寺(1)甲州
  - 西光寺(1)甲州